# إسكندر ختلوني
إسكندر ختلوني هو صحفي طاجكستاني ولد في أكتوبر 1954، عمل مع إذاعة أوروبا الحرة وقناة بي بي سي. قتل في يوم 21 سبتمبر 2000 في موسكو أثناء تغطيته لحرب الشيشان الثانية. تم إتهام المخابرات الروسية بقتله بسبب تغطيته لحوادث انتهاكات حقوق الإنسان في الشيشان.